# Charme
Carpinus
Pour les articles homonymes, voir Charme (homonymie).
Genre
Classification APG II (2003)

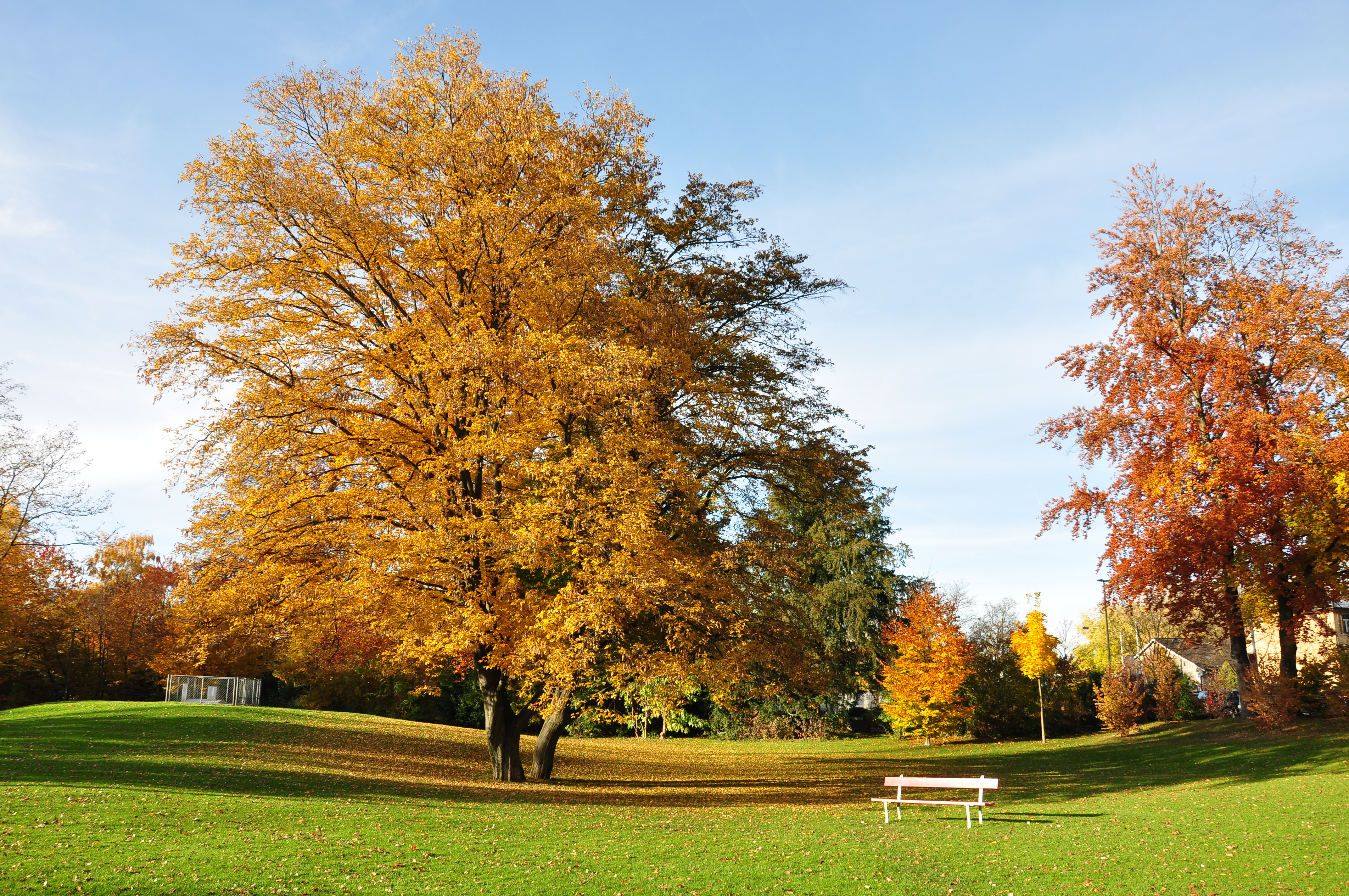
Un charme à Zürichhorn.

Carpinus, le Charme, est un genre d'arbres et d'arbustes de la famille des  Bétulacées (anciennement de la famille des Corylacées qui est maintenant intégrée aux Bétulacées). Ce genre compte une trentaine d'espèces des régions tempérées de l'hémisphère nord, d'Asie mineure et d'Europe. Ils fournissent un excellent bois de chauffage, du bois de trituration et différents bois de service.
Une forêt constituée principalement de charmes est appelée une charmaie ou une charmeraie. Une allée de charmes taillés en topiaire est appelée charmille.

## Étymologie
Le mot charme est issu du latin carpĭnus « charme commun ». Le terme est attesté pour la première fois vers 1170 chez Chrétien de Troyes dans Érec et Énide.

## Caractéristiques générales

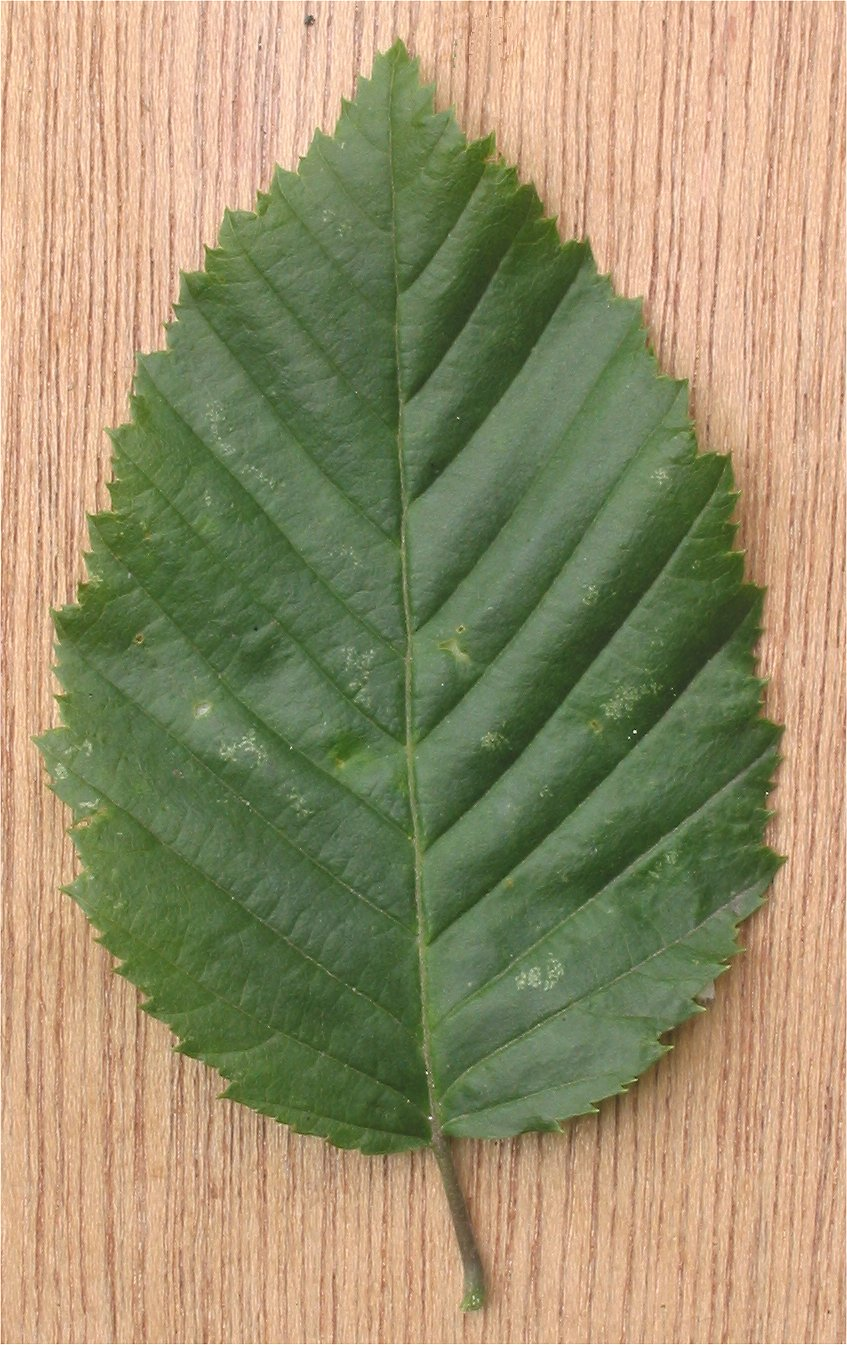
Feuille de charme commun.

Les charmes sont des arbres pouvant mesurer jusqu'à 25 mètres, à feuilles marcescentes, alternes, petites (de 3 à 10 cm de long), simples, avec le bord du limbe finement denté.
L'écorce de l'arbre est foncée et souvent grise. Elle est quelquefois marron.

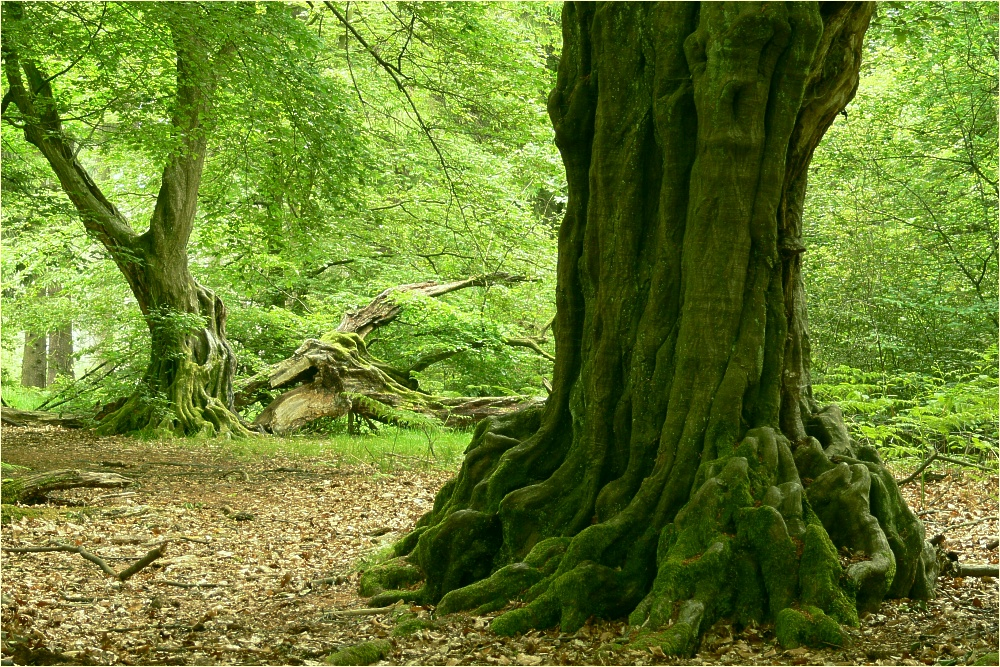
Vieux charmes de la vieille forêt de Sababurg (Allemagne).

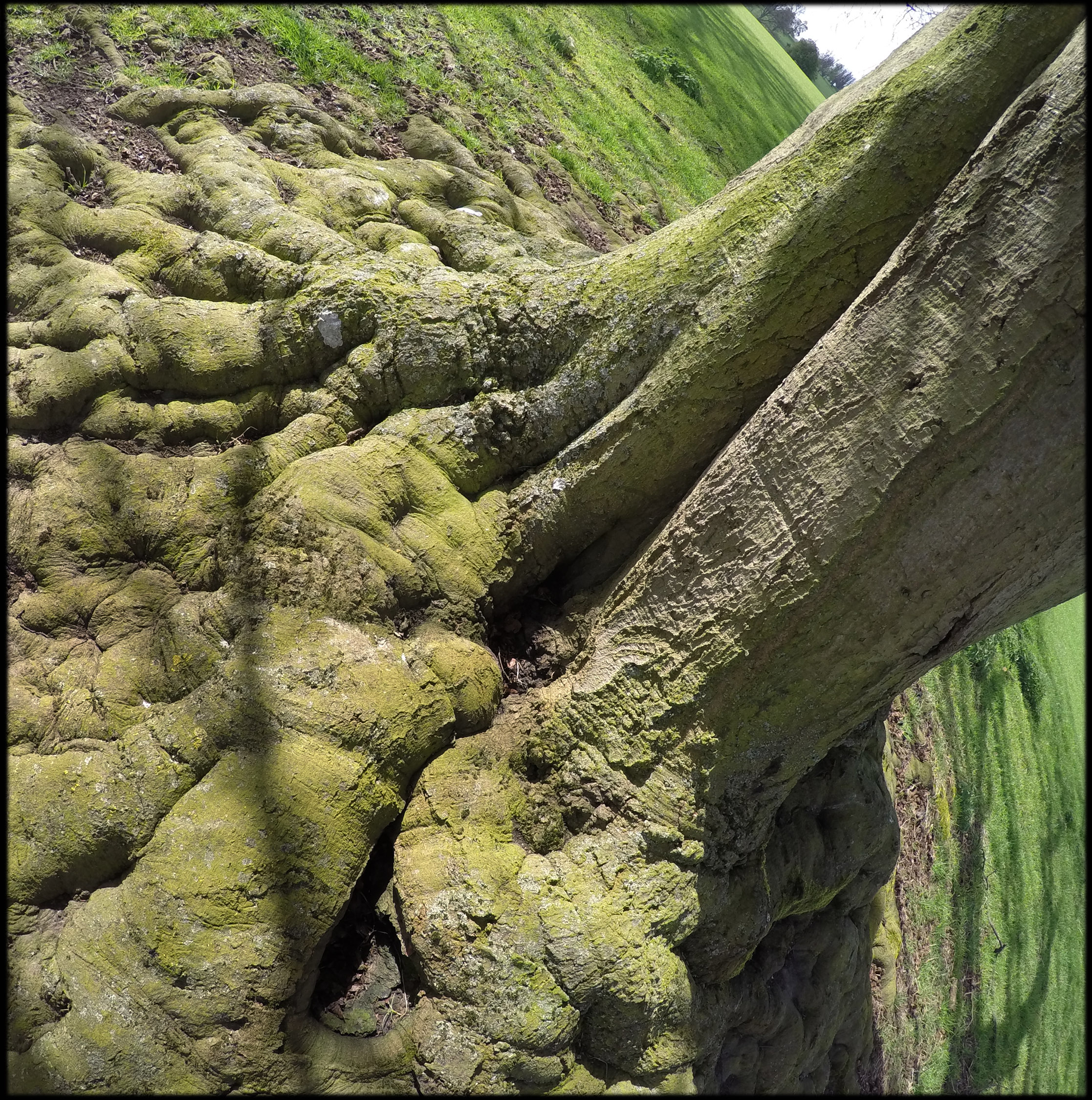
Tapis de racines anastomosées en pied d'un vieux charme du parc de Budley House (Lincolnshire, Angleterre).

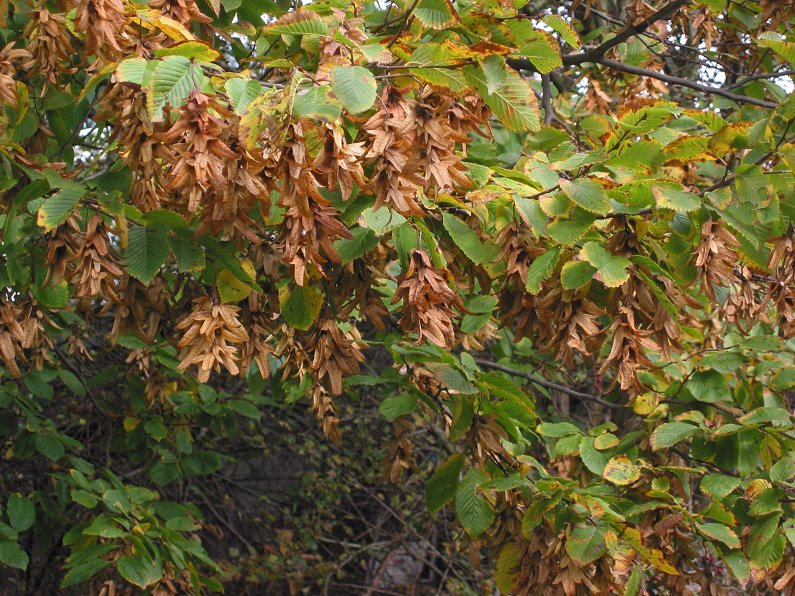
Fruits du charme commun.

Les fleurs sont regroupées en inflorescences, en forme de chatons pendants, pollinisées par le vent. Les fleurs mâles et femelles se trouvent sur des chatons distincts mais les deux sexes sont présents sur chaque plante (espèce monoïque). Les fleurs mâles dépourvues de périanthe sont réduites aux étamines au nombre de 10 à 20. Les fleurs femelles ont un pistil constitué d'un ovaire à deux loges surmontés de deux stigmates et sont munies d'un calice.
Les fruits sont des akènes ligneux de 3 à 6 mm de long, attachés à une bractée en forme de feuille simple ou trilobée qui forme une aile favorisant leur dispersion. On trouve généralement de 10 à 30 graines par chaton.
Le tronc et les plus grosses branches sont parcourus de cannelures hélicoïdales très caractéristiques qui permettent de le distinguer assez facilement du hêtre. L'écorce a des taches blanches.

### Phrase mnémotechnique
La denture des feuilles de charme (lors d'une comparaison avec le hêtre) est à l'origine d'une phrase mnémotechnique, dont il existe plusieurs variantes : « être à poil charme Adam », « le charme d'Adam, c'est d'être à poil », « le charme a les dents de voir le hêtre à poil », etc., que l'on doit comprendre comme « les charmes ont des feuilles dentées alors que les hêtres ont des feuilles poilues ».

## Distribution
Les espèces de charme sont originaires des régions tempérées de l'hémisphère nord, principalement de l'Extrême-Orient et notamment de la Chine. Une seule espèce est d'origine nord-américaine (le charme d'Amérique) et deux sont européennes (le charme commun et le charme d'Orient).
Il aime les terrains calcaires et argileux.
La plus grande charmeraie naturelle d'Europe est la forêt de la Hardt qui occupe l'est de la région mulhousienne.

## Systématique

### Principales espèces
- Carpinus betulus L. — Charme commun
- Carpinus caroliniana Walter — Charme d'Amérique
- Carpinus cordata Blume —
- Carpinus coreana Nakai
- Carpinus faginea Lindl.
- Carpinus fastigiata Charme fastigié
- Carpinus fargesiana H. J. P. Winkl.  —
- Carpinus henryana (H. J. P. Winkl.) H. J. P. Winkl.
- Carpinus laxiflora (Siebold & Zucc.) Blume —
- Carpinus japonica Blume — Charme du Japon
- Carpinus kawakamii Hayata
- Carpinus orientalis Mill. — Charme d'Orient
- Carpinus polyneura Franch.
- Carpinus tschonoskii Maxim. -
- Carpinus turczaninowii —
- Carpinus viminea Wall. ex Lindl.

### Liste des espèces et sous-espèces
Selon World Checklist of Selected Plant Families (WCSP) (22 déc. 2010) :
- Carpinus betulus L. (1753)
- Carpinus caroliniana Walter (1788)
- Carpinus chuniana Hu (1932)
- Carpinus cordata Blume (1851)
- Carpinus dayongiana K.W.Liu & Q.Z.Lin, Bull. Bot. Res. (1986)
- Carpinus eximia Nakai (1914)
- Carpinus faginea Lindl. (1830)
- Carpinus fangiana Hu (1929)
- Carpinus fargesiana H.J.P.Winkl. (1914)
- Carpinus hebestroma Yamam. (1932)
- Carpinus henryana (H.J.P.Winkl.) H.J.P.Winkl. (1914)
- Carpinus japonica Blume (1851)
- Carpinus kawakamii Hayata (1913)
- Carpinus kweichowensis Hu (1931)
- Carpinus laxiflora (Siebold & Zucc.) Blume (1851)
- Carpinus lipoensis Y.K.Li (1983)
- Carpinus londoniana H.J.P.Winkl. (1904)
- Carpinus luochengensis J.Y.Liang (1986)
- Carpinus mengshanensis S.B.Liang & F.Z.Zhao, Bull. Bot. Res. (1991)
- Carpinus mianningensis T.P.Li, Bull. Bot. Res. (1992)
- Carpinus microphylla Z.C.Chen ex Y.S.Wang & J.P.Huang (1985)
- Carpinus mollicoma Hu, Bull. Fan Mem. Inst. Biol., n.s. (1949)
- Carpinus monbeigiana Hand.-Mazz., Anz. Akad. Wiss. Wien (1924 publ. 1925)
- Carpinus omeiensis Hu & W.P.Fang (1964)
- Carpinus orientalis Mill. (1768)
- Carpinus paohsingensis W.Y.Hsia (1934)
- Carpinus polyneura Franch. (1899)
- Carpinus pubescens Burkill, J. Linn. Soc. (1890)
- Carpinus purpurinervis Hu (1964)
- Carpinus putoensis W.C.Cheng, Contr. Biol. Lab. Sci. Soc. China (1932)
- Carpinus rankanensis Hayata (1916)
- Carpinus rupestris A.Camus (1929 publ. 1930)
- Carpinus ×schuschaensis H.J.P.Winkl. (1904)
- Carpinus shensiensis Hu, Bull. Fan Mem. Inst. Biol., n.s. (1948)
- Carpinus shimenensis C.J.Qi (1981)
- Carpinus tientaiensis W.C.Cheng, Contr. Biol. Lab. Sci. Soc. China (1932)
- Carpinus tropicalis (Donn.Sm.) Lundell (1939)
- Carpinus tsaiana Hu, Bull. Fan Mem. Inst. Biol., n.s. (1948)
- Carpinus tschonoskii Maxim. (1881)
- Carpinus turczaninowii Hance, J. Linn. Soc. (1869)
- Carpinus viminea Wall. ex Lindl. (1830)

## Utilisation

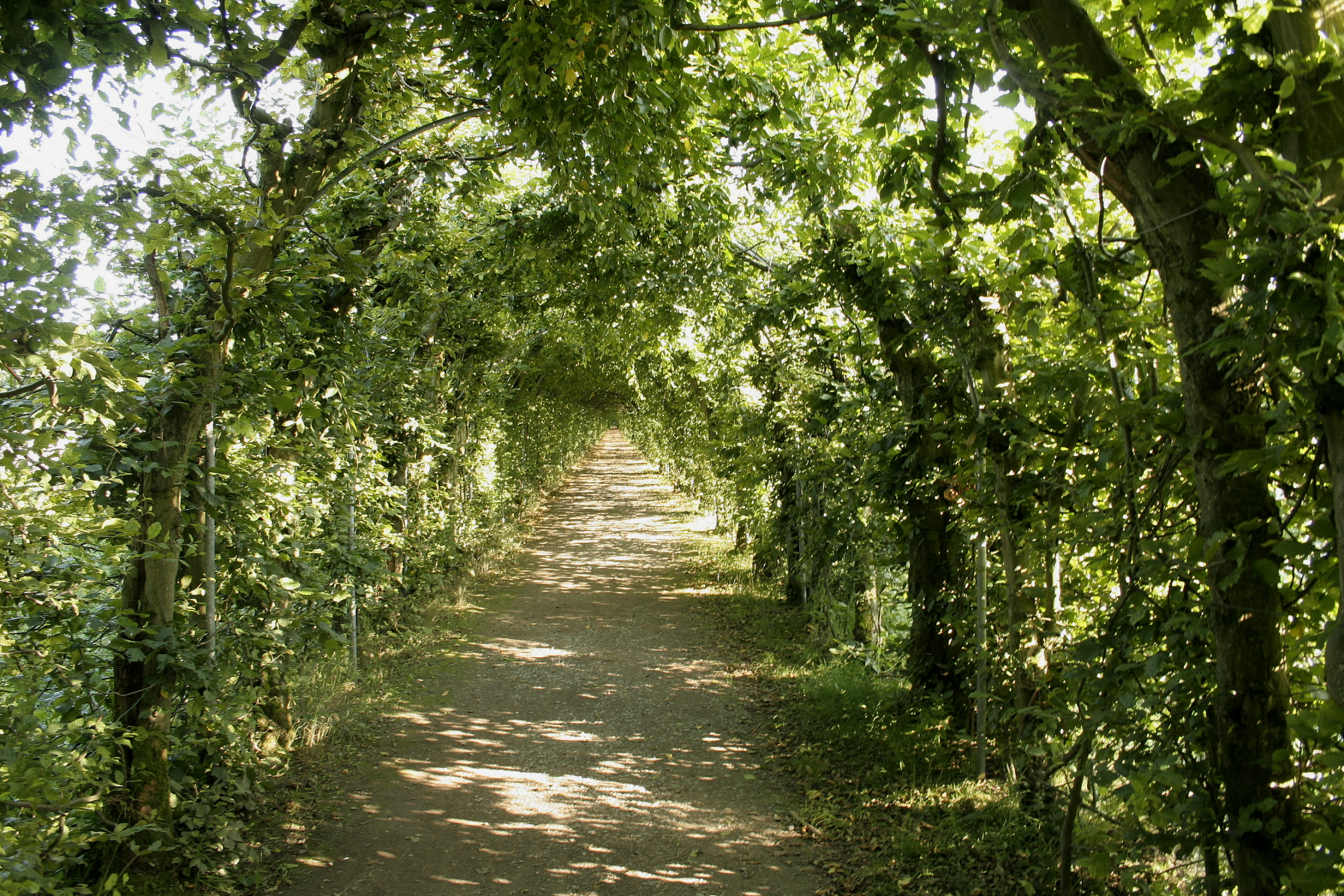
Charmille voutée de Theux (Belgique).

Le charme commun qui supporte bien la taille est fréquemment planté comme arbre d'ornement dans les parcs et jardins, et pour constituer des allées (charmilles) et des haies.
Le bois des charmes est très dur, dense, blanc et très fibreux. Son utilisation est néanmoins limitée par le fait qu'il est sensible à l'humidité qui provoque des attaques de champignons et dégrade ses qualités. Il est toutefois recherché pour les usages nécessitant un bois dur, comme les étals de boucher, des maillets ou des manches d'outils. Il ne vient jamais assez gros pour fournir de grandes pièces; on en faisait de bons essieux, des flèches et des timons. Il était surtout excellent dans les machines et dans les moulins, pour les alluchons, les fuseaux de lanterne, les leviers, les poulies, parce qu'il résiste très bien au frottement,.
Le charme est très apprécié comme bois de chauffage (excellentes braises) et en tournage. Son nom anglais, hornbeam, rappelle cette caractéristique du bois. Le charme d'Amérique porte aussi le nom de « bois de fer » (Ironwood).
Son charbon de bois était apprécié dans les forges. Le bois de chauffage étant vendu au volume, le charme est recherché étant donné sa forte densité d'autant plus qu'il a la réputation de bien « tenir » au feu.

## Symbolique

### Calendrier républicain
- Dans le calendrier républicain, le Charme était le nom attribué au 12e jour du mois de germinal[6].